# Kościół Najświętszego Serca Pana Jezusa w Widuchowej
Kościół Najświętszego Serca Pana Jezusa w Widuchowej – rzymskokatolicki kościół parafialny w Widuchowej, w gminie Widuchowa, w powiecie gryfińskim, w województwie zachodniopomorskim. Należy do dekanatu Gryfino archidiecezji szczecińsko-kamieńskiej.

## Architektura
Budowla została wybudowana w XIII stuleciu nad brzegiem Odry, na rzucie prostokąta, jako kościół salowy, nieposiadający chóru z wieżą mieszczącą się od strony zachodniej i posiadającą tę samą szerokość co nawa. Mury świątyni wybudowane są z dokładnie obrobionych kwadr wykonanych z granitu położonych regularnymi warstwami. Wszystkie elewacje mają ukośnie profilowany cokół na wysokości trzeciej kwadry, przechodzący na ościeża portali oraz profilowany gzyms. Od strony północnej jest dobudowana zakrystia nakryta połową sklepienia kolebkowego i posiadająca dach pulpitowy. Świątynia nakryta jest stropem drewnianym i posiada blaszany dach dwuspadowy. Szczyt wschodni posiada blendę w kształcie krzyża, pod którego ramionami mieszczą się dwie blendy z ostrymi łukami. Poniżej jest usytuowane zamurowane duże okno z ostrymi łukami. Szczyt świątyni jest zakończony równomiernie rozmieszczonymi pinaklami. Na elewacjach północnej i południowej można zobaczyć ślady pierwotnych okien o wąskich ościeżach zamkniętych ostrym łukiem. Zapewne podczas przebudowy przeprowadzonej w XVIII stuleciu zostały one zamurowane i zastąpione istniejącymi do dziś, dużymi. Zapewne część z nich jest usytuowana na miejscu wcześniejszych. Na elewacji południowej mieszczą się dwa portale, wykonane z granitu z ostrymi łukami. Główny portal świątyni mieści się przy zachodniej elewacji wieży. Został wzniesiony z ciosów i klińców granitowych zamkniętych ostrym łukiem bez zwornika. Masyw wieżowy wybudowany na rzucie prostokąta zachował się tylko na wysokość murów korpusu nawowego. W górnej swej partii przekształca się w kwadratową, szachulcową wieżę, zakończoną latarnią z hełmem w stylu barokowym.

## Wyposażenie
Do wyposażenia świątyni należą: ołtarz ambonowy z 1725 roku, ławki i empora chórowa z XIX stulecia, dzwony z 1703 i 1787 roku – na dzwonnicy przy kościele, chrzcielnica z pierwszej połowy XIX stulecia, krucyfiks i obraz olejny (opłakiwanie Chrystusa) z XIX stulecia.

## Galeria

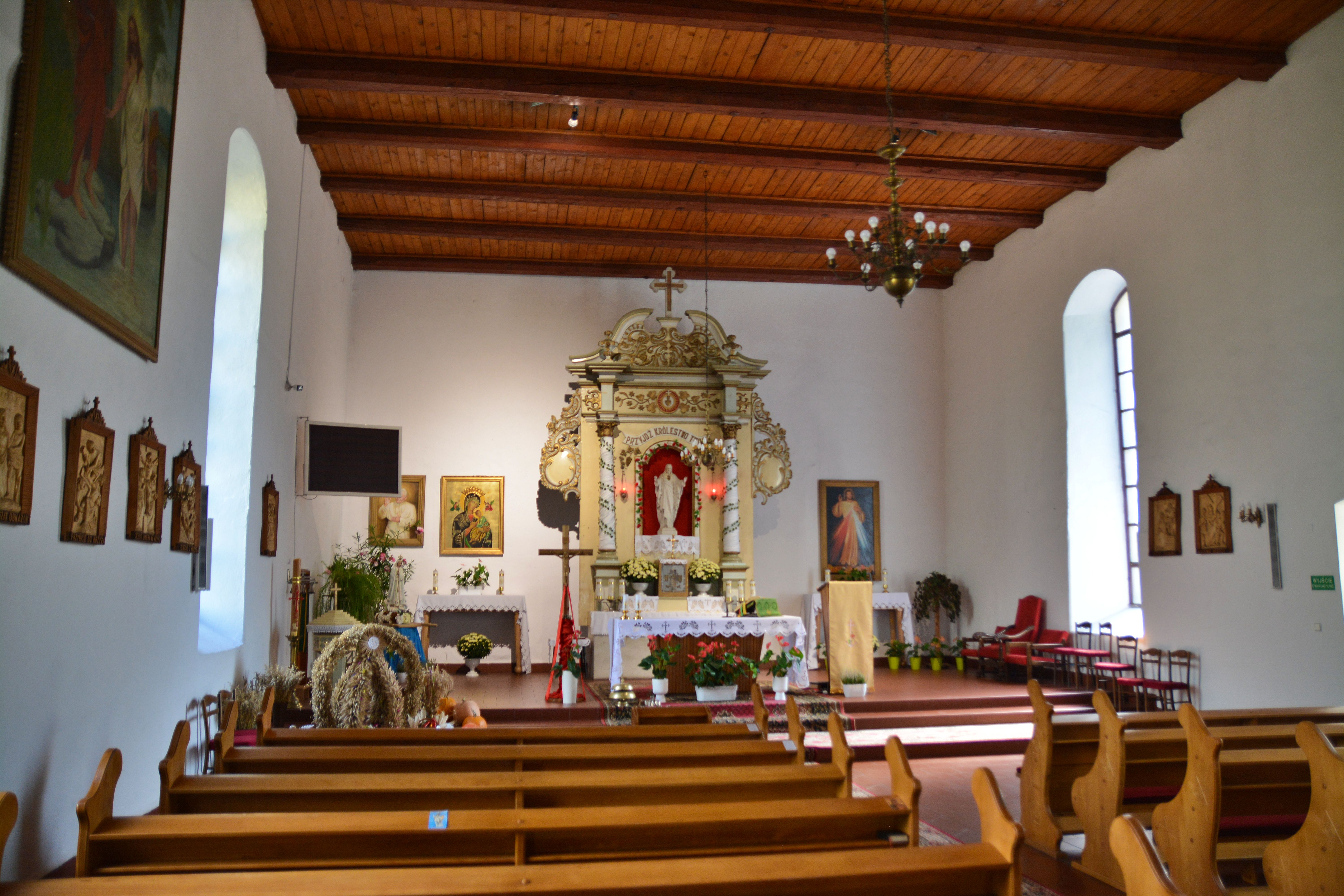
Wnętrze kościoła
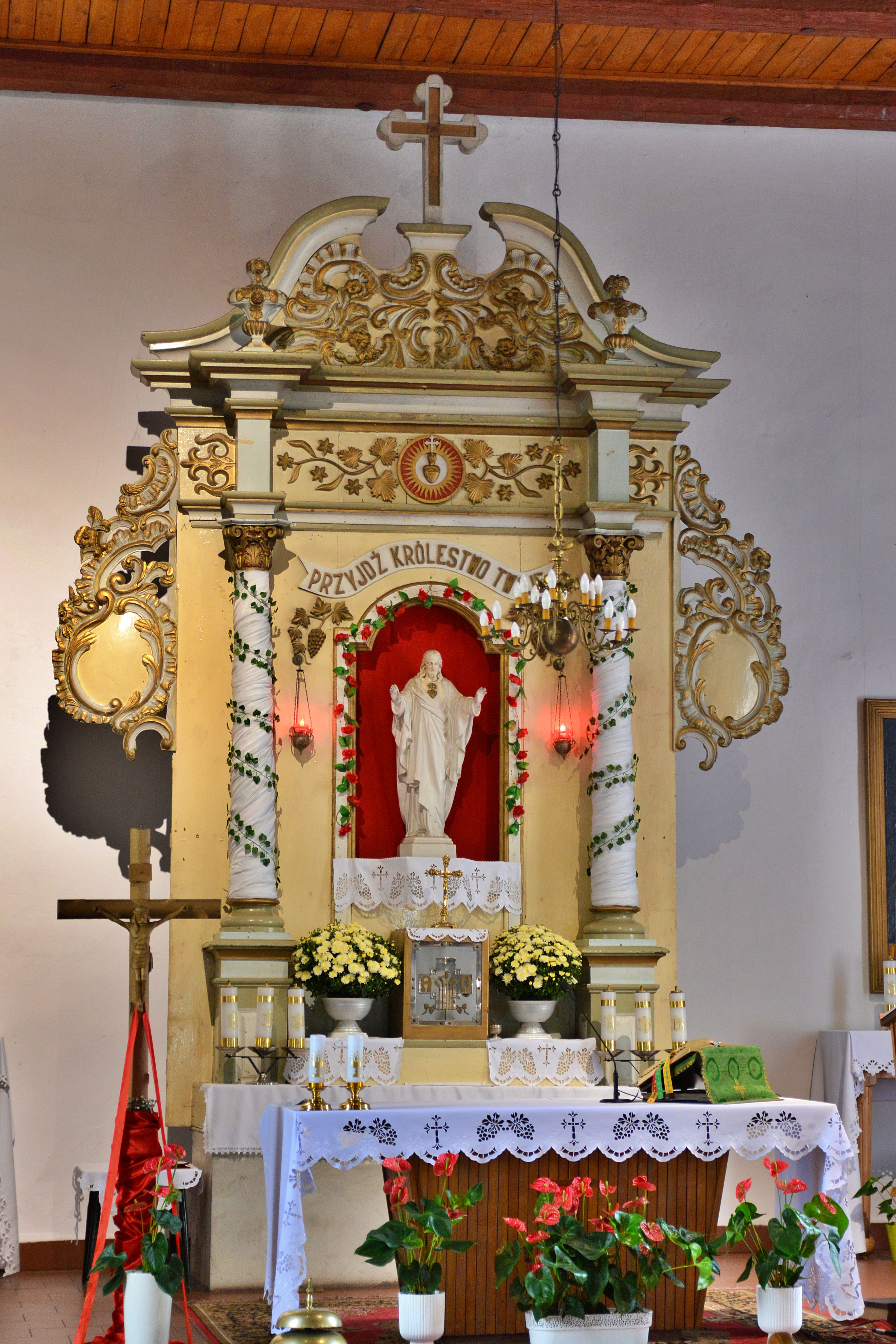
Ołtarz główny
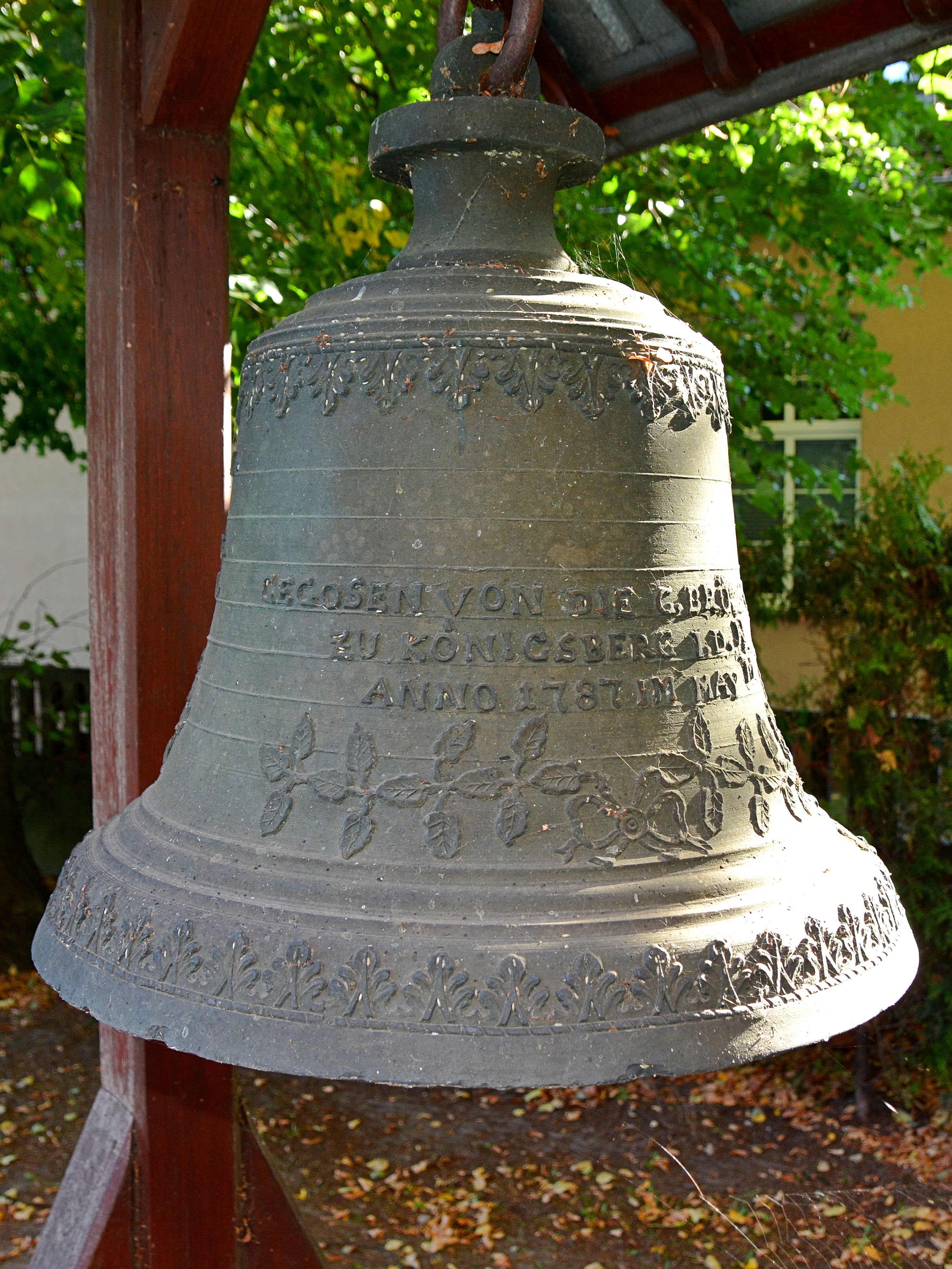
Dzwon z 1787 r.
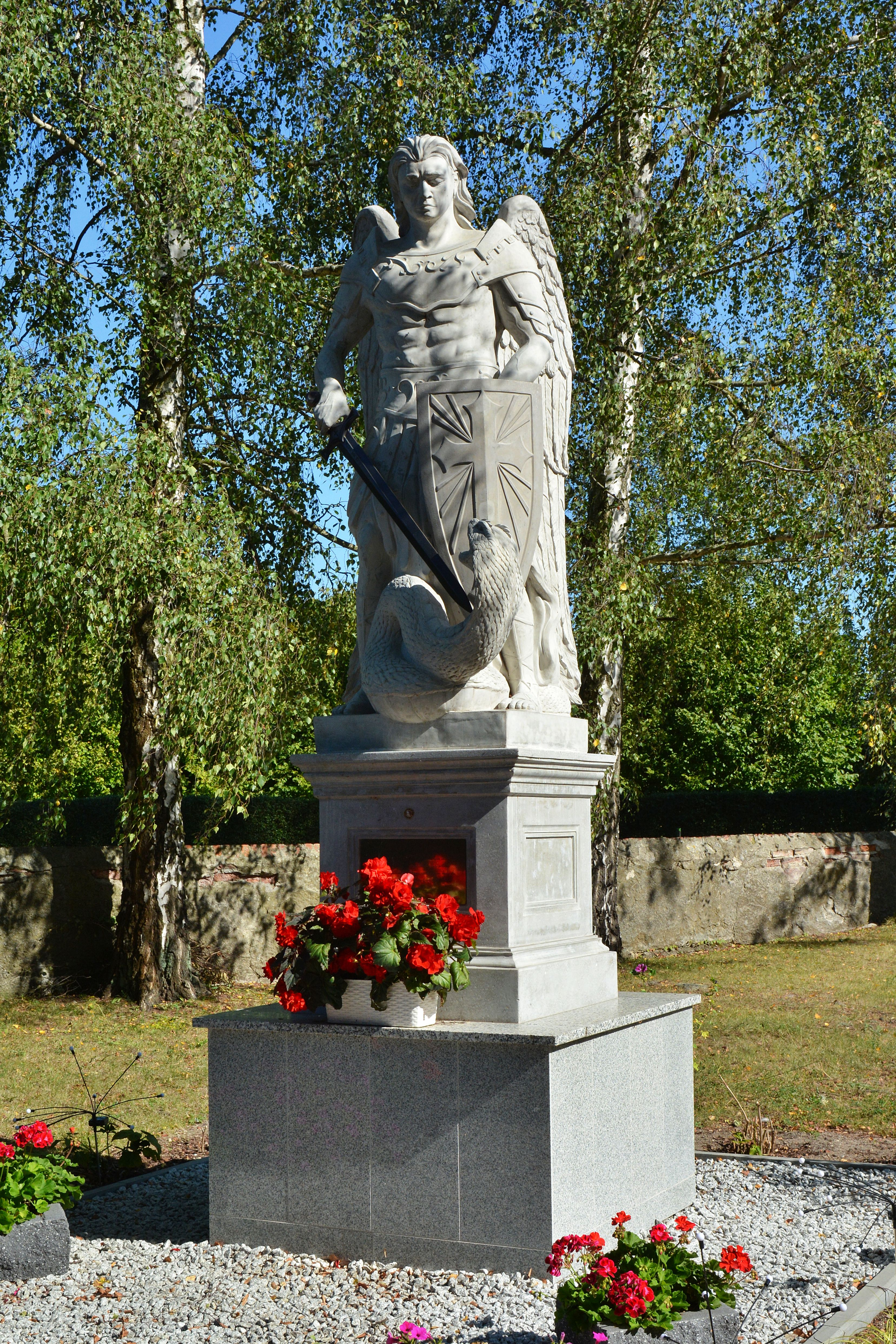
Figura Michała Archanioła